# Omiodes musicola
Omiodes musicola là một loài bướm đêm thuộc họ Pyralidae. Nó là loài đặc hữu của Molokai và Maui.
Ấu trùng ăn chuối. Ấu trùng lớn đầy đủ dài khoảng 27 mm.